# Wernhout
Wernhout est un village situé dans la commune néerlandaise de Zundert, dans la province du Brabant-Septentrional. Le 1er janvier 2007, le village compte 2 502 habitants.